# Iaso (filho de Triopas)
Iaso, na mitologia grega, foi um filho do rei de Argos Triopas e, segundo algumas versões, o pai de Io.
Segundo Pausânias, Triopas, filho de Forbas e sucessor de seu pai como rei de Argos, teve dois filhos, Iaso e Agenor. Iaso também tinha uma irmã, Messênia, que casou-se com Polycaon, o segundo filho de Lélex, rei da Lacônia. Iaso foi o pai de Io, que foi para o Egito, e Agenor foi o pai de Crotopo, que sucedeu a seu tio Iaso.
Segundo Eusébio, o sucessor de Triopas, que reinou por 46 anos, foi Crotopo, o oitavo rei de Argos.